# Federico Viviani
Federico Viviani (* 24. März 1992 in Lecco) ist ein italienischer Fußballspieler.

## Karriere
Von 2005 bis 2011 spielte Viviani in der Jugend der AS Rom. In der Rückrunde der Spielzeit 2010/11 saß er zum ersten Mal auf der Bank der Giallorossi, blieb jedoch ohne Einsatz. In der folgenden Saison gehörte Viviani mehrmals zum Kader und kam auch zu einigen Einsätzen. Sein Debüt für die Roma in der Serie A feierte er am 12. Dezember 2012, als er beim 1:1 gegen Juventus Turin in der Startelf stand.
Um Vivianis Entwicklung zu verbessern, entschied man sich ihn zu verleihen und ihm regelmäßige Spielpraxis zu ermöglichen. Deshalb wurde er für die Spielzeit 2012/13 an Calcio Padova in die Serie B verliehen. Er lief in insgesamt 22 Partien für Padova auf und konnte zwei Treffer markieren. Auch in der Folgesaison spielte Viviani in der Serie B. Die Hinrunde verbrachte er bei Delfino Pescara 1936, für die er sechs Einsätze und zwei Torerfolge verbuchte. Die Rückrunde absolvierte er dann bei der US Latina, mit der er die Aufstiegs-Play-Offs erreichen konnte, man jedoch im Finale an der AC Cesena scheiterte. In dieser Zeit absolvierte Viviani 21 Partien und erzielte drei Treffer. Das Leihgeschäft mit Latina wurde für die Saison 2014/15 verlängert.
2015 wechselte Viviani zu Hellas Verona. Nach einer Spielzeit wurde er an den FC Bologna verliehen, im Sommer 2017 an SPAL Ferrara.
Seit 2011 ist Viviani für verschiedene Nachwuchsauswahlen Italiens im Einsatz. Er absolvierte sieben Spiele für die U-19- sowie sechs Partien für die U-20-Nationalmannschaft. Aktuell steht er im Kader der U-21-Auswahl.